# Tommy Tuberville
Thomas Hawley Tuberville, dit Tommy Tuberville, né le 18 septembre 1954 à Camden (Arkansas), est un entraîneur de football américain et homme politique américain. 
Il est entraîneur principal de football américain à l'université du Mississippi de 1995 à 1998, à l'université d'Auburn de 1999 à 2008, à l'université Texas Tech de 2010 à 2012 et à l'université de Cincinnati de 2013 à 2016. 
Membre du Parti républicain, il est son candidat pour l'élection sénatoriale en Alabama en 2020, face au sortant Doug Jones. Le 3 novembre 2020, il remporte l'élection et prend officiellement ses fonctions le 3 janvier 2021.

## Biographie

### Carrière d'entraîneur

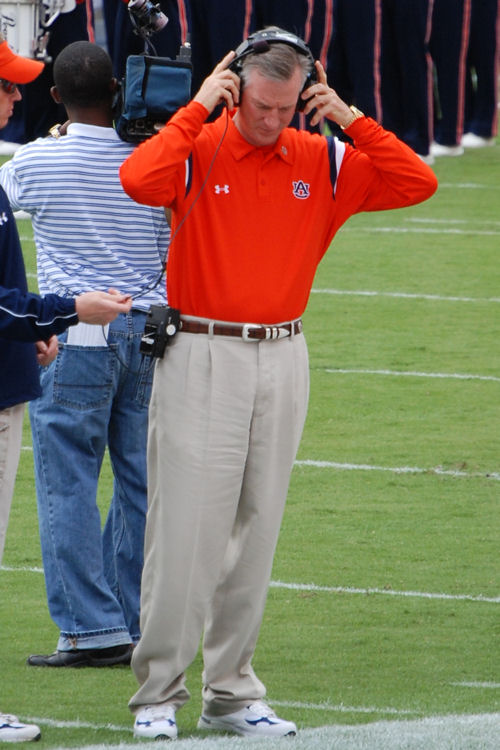
Tommy Tuberville avant le match de 2007 contre Vanderbilt qui sera sa victoire en carrière.

Tuberville commence sa carrière d'entraîneur à l'Hermitage High School à Hermitage en Arkansas et devient ensuite entraîneur adjoint des Red Wolves de l'université d'État de l'Arkansas de 1980 à 1984. L'équipe évolue alors en NCAA Division I FCS. En 1985, Il rejoint les Hurricanes de l'université de Miami comme assistant diplômé. Il termine son passage à Miami comme coordinateur défensif en 1993. Avec les Hurricanes, il remporte le championnat national à trois reprises, en 1987, 1989 et 1991. Il entraine ensuite une année les Aggies de Texas A&M.
Tuberville obtient son premier poste d'entraîneur principal universitaire le 2 décembre 1994 chez les Rebels d'Ole Miss représentants l'université du Mississippi. Bien que cette équipe ait été sanctionnée sévèrement en 1994 par la NCAA au niveau des bourses d'études (l'entraîneur Bill Brewer ayant été reconnu coupable de comportement non éthique), il y effectue du très bon travail lui permettant d'être désigné entraîneur de l'année de la conférence SEC en 1997 par l'Associated Press.
À Ole Miss, Tuberville s'implique dans le mouvement visant à bannir les drapeaux confédérés des stades de football, demandant aux étudiants de son université de ne plus les brandir lors des matchs à domicile, déclarant « Nous ne pouvons pas recruter contre le drapeau confédéré (We can't recruit against the Confederated flag.) ». Le directeur de l'université interdit par ailleurs que l'on entre dans le stade avec un bâton, empêchant de facto que les spectateurs puissent encore brandir et faire flotter le drapeau confédéré. 
Au cours de son mandat à Ole Miss, Tuberville est surnommé « Riverboat Gambler » (flambeur de bateau à roue à aubes) en référence à ses appels de jeu agressif en particulier lors des quatrièmes downs. Bien qu'il ait déclaré « Ils devront me faire sortir d'ici dans une boîte en pin (They'll have to carry me out of here in a pine box.) », laissant entendre qu'il ne souhaitait pas partir entraîner dans une autre université, moins d'une semaine plus tard, l'université annonce qu'il va rejoindre les Tigers de l'université d'Auburn au poste d'entraîneur principal.Il y reste de 1988 à 2008 et va hisser les Tigers au sommet des classements de la conférence SEC. Il remporte ainsi le titre de champion de la Division SEC Ouest et le titre de la conférence en 2004. Sous sa direction, les Tigers disputent huit bowls universitaires consécutifs dont cinq joués lors du Jour de l'an. En 2004,  l'Associated Press, l'AFCA (American Football Coaches Association), la NSSA (National Sportscasters and Sportswriters Association) et la Walter Camp Football Foundation lui décernent le titre d'entraîneur de l'année. Tuberville s'est également imposé comme l'un des meilleurs entraîneurs lors des matchs universitaires opposant son équipe aux formations classées dans le Top10, en remportant neuf de ces 15 matchs joués depuis le début de la saison 2004.
Il quitte Auburn au cours de la saison 2009 et travaille ensuite notamment comme analyste pour Buster Sports et ESPN, ainsi que comme consultant lors de diverses émissions de télévision.
Le 9 janvier 2010, Tuberville devient entraîneur principal des Red Raiders de Texas Tech. En 2011, il devient le deuxième entraîneur principal de l'histoire de Texas Tech à remporter un bowl universitaire dès sa première saison, après l'entraîneur DeWitt Weaver en 1952.
Le 8 décembre 2012, Tuberville démissionne de son poste pour devenir le 38e entraîneur principal des Bearcats de l'université de Cincinnati. Il y reste jusqu'en 2016.

#### Palmarès
- Titres de champion[2] :
  - Southeastern Conference (SEC) : 2004 ;
  - American Athletic Conference (AAC) : 2014 ;
  - Division Ouest de la SEC : 2000, 2001, 2002, 2004 et 2005.

- Récompenses[2] :
  - Trophée Paul "Bear" Bryant : 2004 ;
  - Entraîneur de l'année par l'AFCA : 2004 ;
  - Entraîneur de l'année par le Sporting News: 2004 ;
  - Entraîneur de l'année par Walter Camp : 2004 ;
  - Entraîneur de l'année de la conférence SEC : 1997, 2004.

### Carrière politique
En 2017, il envisage un temps d'être candidat pour le poste de gouverneur de l'Alabama. En 2018, Tuberville s'installe en Alabama avec l'intention de se présenter à l'élection sénatoriale fédérale de 2020. Il annonce officiellement sa candidature en avril 2019. Le 14 juillet 2020, il remporte l'investiture officielle du Parti républicain après avoir remporté la primaire face à l'ancien procureur général Jeff Sessions, recueillant plus de 333 000 voix, soit environ 60 % des suffrages exprimés. Tuberville avait obtenu le soutien de Donald Trump entre les deux tours de la primaire du fait de l'animosité du président envers Sessions à la suite de sa décision de se récuser de l’enquête sur l'ingérence russe dans les élections américaines de 2016. Il est considéré comme le grand favori pour remporter le siège, l'Alabama est un État très conservateur et le sénateur sortant, le démocrate Doug Jones, ne peut profiter d'un scandale qui pénalisa à l'élection partielle de 2017 son opposant Roy Moore. Tuberville est élu facilement avec 20 % d'écarts face à Jones.
Quelques heures après l'assaut du Capitole le 6 janvier 2021, il fait partie des six sénateurs républicains votant pour rejeter les résultats de l'élection présidentielle en Arizona et des sept sénateurs votant pour rejeter ceux de la Pennsylvanie. En mai 2021, il vote contre la création d'une commission d'enquête indépendante sur l'assaut du Capitole.
En mai 2025, il annonce qu'il ne sera pas candidat à un second mandat au Sénat lors des élections de novembre 2026, et briguera plutôt le poste de gouverneur de l'Alabama.

#### Actionnariat
En 2020, il possède 200 000 $ en actions dans des sociétés de l'industrie militaire dont Honeywell, Lockheed Martin, General Electric, Raytheon et General Dynamics.